# Joseph Vanzler
Joseph Vanzler, mer känd under pseudonymen John G. Wright, född 29 november 1902 i Samarkand i Kejsardömet Ryssland, död 21 juni 1956 i New York, var en amerikansk översättare, författare och trotskistisk aktivist av rysk härkomst.